# 99 Luftballons
| Recensione | Giudizio |
| ---------- | -------- |
| AllMusic   | [ 6 ]    |

99 Luftballons (pronuncia: /ˈnᴐjnuntnᴐjntsiç luftbalˈloŋs/) è il secondo singolo pop/new wave dei Nena pubblicato nel 1983 da CBS in formato 7".
Il brano fu inserito inizialmente negli album Leuchtturm e Nena, entrambi del 1983, poi in 99 Luftballons del 1984 e, successivamente, in numerosi altri della cantante.

## Il disco
Ad ispirare l'autore del testo, Carlo Karges, fu un concerto dei Rolling Stones tenutosi a Berlino Ovest, al termine del quale furono lanciati in aria migliaia di palloncini che, una volta saliti, sembrarono quasi assumere la forma di un'astronave. Karges pensò quindi a che cosa sarebbe potuto accadere, in clima di Guerra fredda, se anche al di là del muro avessero avuto la sua stessa impressione e prese così lo spunto per comporre un brano contro la guerra.
La canzone parla dell'acquisto di 99 palloncini, che vengono liberati in aria, ma che, intercettati da un radar, sono scambiati per un attacco dal cielo da parte di una forza aliena. Per questo motivo, un generale dà l'allarme e l'ordine di abbattere questi oggetti non meglio identificati. E ci si stupisce che tutto questo "trambusto" sia potuto accadere soltanto a causa di 99 palloncini.
Molto conosciuta la versione in lingua inglese, scritta da Kevin McAlea ed intitolata 99 Red Balloons, ovvero "99 palloncini rossi". Esiste anche una versione in spagnolo, che si intitola 99 globos o 99 globos rojos.
Il testo, scritto da Carlo Karges chitarrista della band, si compone di 5 strofe. Il testo parla di 99 palloncini che si librano in aria: mentre la prima strofa costituisce una sorta d'introduzione, ognuna delle strofe successive - che musicalmente rappresentano una sorta di ritornello - ha la particolarità di essere sempre introdotta dal numero "99", seguito ogni volta da un oggetto differente: 99 palloncini (99 Luftballons) nella seconda strofa, 99 aerei a reazione (99 Düsenflieger) nella terza, 99 ministri della guerra (99 Kriegsminister) nella quarta e 99 anni di guerra (99 Jahre Krieg) nella quinta.
Una melodia molto ritmata e piuttosto allegra, composta dal tastierista del gruppo Jörn-Uwe Fahrenkrog-Petersen, accompagna il testo e ogni strofa viene cantata con un ritmo più veloce e crescente rispetto alla precedente, salvo riassumere armonie malinconiche alla fine, così come ad inizio brano.
Nuovi arrangiamenti sono stati incisi da Nena nel 2002 (diversa melodia con qualche riecheggiamento di quella originale) e nel 2009 (più vicina all'originale e con il ritornello cantato in parte anche in francese). Di entrambe queste versioni è stato anche prodotto un videoclip.
Il brano è incluso nell'elenco delle 1001 canzoni da ascoltare obbligatoriamente prima di morire.
Si tratta del brano più rappresentativo della cantante/band, nonché di una delle più famose canzoni in tedesco di tutti i tempi: il disco raggiunse infatti il primo posto nelle classifiche di vari Paesi europei e fu il primo in lingua tedesca ad entrare nella "Top Ten" degli USA.
Nonostante i primi posti in Europa, la casa discografica di Nena sembrava non aver intenzione di pubblicare il disco negli Stati Uniti. Fu grazie ad un disc jockey di una radio di Los Angeles, che decise di proporre il singolo in una sua trasmissione, che il pezzo guadagnò notorietà anche oltreoceano.
Negli USA, la versione originale in tedesco raggiunse il 2º posto delle classifiche, superando le 500 000 copie vendute e conquistando così un disco d'oro (26 marzo 1984). Successivamente venne incisa anche una versione in inglese 99 Red Ballons, che rimase al 1º posto delle classifiche del Regno Unito per tre settimane nel marzo del 1984, ma negli Stati Uniti ebbe minor "appeal" rispetto all'originale.

## Video musicali
Versioni originali
Per il brano fu registrato dapprima un videoclip durante un concerto del gruppo e poi un altro girato nella base militare di Harskamp, nei Paesi Bassi. In quest'ultimo, si vede Nena e la sua band interpretare il brano mentre alle loro spalle si alzano dapprima dei fumogeni color arancione, bianco e viola ed infine dei palloncini dagli stessi colori, mentre tutt'attorno vi sono delle esplosioni. Alla fine, la cantante raccoglie in un bosco uno di questi palloncini (di colore arancione), lanciandolo poi in aria con un colpo da pallavolista.
Versione del 2002
Questa edizione mostra la cantante Nena dapprima seduta su una giostra e poi mentre passeggia scalza su un lungomare, con la presenza costante di un ragazzo che balla. Arrivano poi altri ragazzi, alcuni dei quali portano con sé dei palloncini bianchi e blu: c'è un ragazzo che li trasporta con una particolare bicicletta, ecc.
Versione del 2009
Tutto costruito al computer, il video sembra una sorta di cartone animato: Nena si presenta seduta su una specie di piramide ed attorniata da centinaia, forse migliaia, di palloncini colorati, che poi si librano in cielo. Compaiono quindi vari scenari surreali e degli aerei da caccia che "abbattono" i palloncini per la gioia di alcuni ufficiali (i "ministri della guerra" di cui parla il testo).

## Tracce
Singolo 7" originale in tedesco
(CBS A 3060)
Lato A
1. 99 Luftballons – 3:50 (testo: Carlo Karges – musica: Jörn-Uwe Fahrenkrog-Petersen)

Lato B
1. Ich bleib' im Bett – 2:41 (Carlo Karges)

Singolo 7" in inglese
(US Epic 34 04108)
Lato A
1. 99 Red Balloons – 3:50 (testo: Kevin McAlea – musica: Jörn-Uwe Fahrenkrog-Petersen)

Lato B
1. 99 Luftballons – 3:32 (testo: Carlo Karges – musica: Jörn-Uwe Fahrenkrog-Petersen)

Singolo 7" in spagnolo
(CBS A 3060)
Lato A
1. 99 Globos (99 Luftballons) – 3:50 (testo: Carlo Karges – musica: Jörn-Uwe Fahrenkrog-Petersen)

Le uniche parti di testo tradotte in lingua spagnola (dalla versione in inglese) sono l'intera seconda strofa e, parzialmente, la quinta.
Lato B
1. Me quedo en la cama (Ich bleib' im Bett) – 2:41 (Carlo Karges)

## Classifiche
| Classifica (1983)                                   |                          | Posizione massima | Settimane in classifica |
| --------------------------------------------------- | ------------------------ | ----------------- | ----------------------- |
| Germania                                            | Germania (bandiera)      | 1                 | 32                      |
| Canada (1984)                                       | Canada (bandiera)        | 1                 | 22 (2 al 1°)            |
| Austria                                             | Austria (bandiera)       | 1                 | 14                      |
| Regno Unito (1984)                                  | Regno Unito (bandiera)   | 1                 | 12 (3 al 1°)            |
| Paesi Bassi                                         | Paesi Bassi (bandiera)   | 1                 | 12                      |
| Svizzera                                            | Svizzera (bandiera)      | 1                 | 11                      |
| Nuova Zelanda                                       | Nuova Zelanda (bandiera) | 1                 | 11                      |
| Belgio (Vallonia)                                   | Belgio (bandiera)        | 1                 | 9                       |
| Svezia                                              | Svezia (bandiera)        | 1                 | 8                       |
| Irlanda                                             | Irlanda (bandiera)       | 1                 | —                       |
| Australia                                           | Australia (bandiera)     | 1                 | —                       |
| Francia                                             | Francia (bandiera)       | 2                 | 25                      |
| Billboard Hot 100 (1984) Hot Dance Club Play (1984) | Stati Uniti (bandiera)   | 2 22              | —                       |
| Norvegia                                            | Norvegia (bandiera)      | 4                 | 12                      |
| Italia(*) (1983/84)                                 | Italia (bandiera)        | 21                | —                       |

(*) Rimane nella classifica dei singoli più venduti in Italia tra la fine del 1983 e del 1984, raggiungendo la 21ª posizione della hit parade settimanale e risultando 83° nel 1983.

NOTA: i dati del 1984 si riferiscono all'edizione del singolo in inglese 99 Red Ballons.

## Formazione
- Gabriele Susanne Kerner - voce
- Carlo Karges - chitarra
- Jörn-Uwe Fahrenkrog-Petersen - tastiere
- Jürgen Dehmel - basso
- Rolf Brendel - batteria

## Cover
Tra i numerosi interpreti che hanno inciso una cover di 99 Luftballons/99 Red Balloons, figurano
- 7 Seconds
- Angry Salad
- Beat Crusaders
- Desolation Yes
- Draco and the Malfoys
- Siobhan Du Vall
- Goldfinger (versione in lingua inglese per il film del 2000 Non è un'altra stupida commedia americana[12] e per il videogioco  Gran Turismo )
- Five Irons Frenzy
- The Sugarcubes
- Kaleida

## Citazioni in altri brani
- Il ritornello della canzone, leggermente modificato nel testo, è stato utilizzato da "Weird Al" Yankovic nel suo brano Hooked on Polkas.

## Colonne sonore

### Cinema
- La canzone è stata inserita nel film di Jeff Schaffer EuroTrip (2004)
- La canzone è stata inserita nel film di George Armitage L'ultimo contratto (Grosse Pointe Blank, 1997)
- La canzone è stata inserita in una scena del film di Paul Thomas Anderson Boogie Nights - L'altra Hollywood (1997)
- La canzone viene interpretata, nella versione originale, da Drew Barrymore nel film Prima o poi me lo sposo (The Wedding Singer, 1998), film diretto da Frank Coraci ed ambientato negli anni ottanta
- La canzone fa parte, nella versione dei Goldfinger, della colonna sonora del film di Joel Gallen Non è un'altra stupida commedia americana (Not Another Teen Movie, 2000)[7]
- Il brano viene cantato in una versione karaoke da Owen Wilson e Vince Vaughn in una scena, poi tagliata, del film 2 single a nozze - Wedding Crashers (Wedding Crashers, 2005)
- La canzone è stata utilizzata per una scena del film di Zack Snyder Watchmen (2009)
- La canzone fa parte della colonna sonora del film di Jaco Van Dormael del 2009 Mr. Nobody interpretato da Jared Leto.
- La canzone è stata inserita in una scena del film di David Leitch Atomica Bionda (Atomic Blonde, 2017)
- Il brano apre musicalmente il film La scoperta dell'alba (2012) di Susanna Nicchiarelli, parte del quale è ambientata nei primi anni Ottanta.
- la versione inglese è nella colonna sonora de È arrivato il Broncio (2018).

### Televisione
- La canzone viene intonata, nella versione in lingua tedesca da Homer Simpson, personaggio del cartone animato I Simpson, nell'episodio intitolato The Heartbroke Kid
- Il brano viene ascoltato dal personaggio di Lorelai Gilmore, interpretato da Lauren Graham, in un episodio della terza serie del telefilm Una mamma per amica, segnatamente in una scena in cui viene ricordata la nascita, negli anni ottanta, di Rory (Alexis Bledel)
- La canzone è stata inserita in una puntata del telefilm Scrubs, dove viene ballata in sogno da J.D.
- Una strofa viene cantata, nella versione in Lingua tedesca da Jennifer Goines (Emily Hampshire) ne L'esercito delle 12 scimmie (serie televisiva) nell'episodio intitolato Madre.
- 99 Luftballons è stata la sigla del programma RAI di corso di lingua tedesca Wo, wenn, wie negli anni 'Novanta e del programma sportivo Il gol sopra Berlino, trasmesso da LA7 in occasione dei Mondiali di calcio del 2006, disputatisi in Germania.

### Videogiochi
- La canzone si può ascoltare in GTA Vice City sulle frequenze di Wave 103. Un riferimento alla canzone nella serie di GTA è riscontrabile dal numero di palloncini rossi che dovranno essere abbattuti per ottenere diversi extra in GTA: Vice City Stories. Nel 1984 comparve anche in parte della colonna sonora del gioco per Commodore 64, Spectrum ed MSX "Lazy Jones", ovviamente in formato chiptune.

### Celebrazioni
- Nel settembre del 2016 la nave MSC Splendida, per l'occasione del 100º scalo nel porto di Amburgo per la compagnia MSC Crociere, tiene un miniconcerto nel fiume Elba, riproducendo la voce e la melodia della canzone grazie all'ausilio della sirena. Nella stessa occasione sono state suonate tante altre canzoni, per la maggior parte rivolte all'amore per la città di Amburgo, come Hamburg Meine Perle e Reeperbahn.[17]